# El juicio de los hijos
El juicio de los hijos es una película de drama mexicana de 1971 dirigida por Alfredo B. Crevenna y protagonizada por Amparo Rivelles, Guillermo Murray y Blanca Sánchez.

## Trama
Tras la muerte de su marido, Andrea se pone a trabajar en un laboratorio. Allí conoce a Marcos y se compromete con él. El drama consiste en que su hija Leticia se enamora de él, sin importarle que sea el novio de su madre.

## Reparto
- Amparo Rivelles como Andrea Altamirano
- Guillermo Murray como Marcos Aldama
- Blanca Sánchez como Leticia
- Julián Pastor como Carlos
- Valentín Trujillo como Alberto
- Rubén Rojo como Alejandro
- Gustavo del Castillo
- Ricardo Adalid
- Armando Acosta como cómplice de Marcos
- Susana Hill como Marisa
- Rita Macedo como Marta
- Ofelia Guilmáin como Doña Rosa
- Patricia de Morelos (no acreditada)
- Christa von Humboldt